# Mad World
Mad World je třetí singl vydaný anglickou hudební skupinou Tears for Fears. Píseň složil Roland Orzabal ve svých pouhých 19 letech na akustickou kytaru, ale nazpívaná je baskytaristou Curtem Smithem. Byla vydána 20. září 1982. V listopadu 1982 se umístila na třetím místě v britském žebříčku UK Singles Chart. Tento singl byl také prvním mezinárodním úspěchem kapely.

## Žebříčky a ocenění
| Žebříček (1982-83)                      | Nejlepší umístění |
| --------------------------------------- | ----------------- |
| Austrálie (Kent Music Report)           | 12                |
| Německo (Official German Charts)        | 21                |
| Irsko (IRMA)                            | 6                 |
| Nový Zéland (Recorded Music NZ)         | 25                |
| Jihoafrická republika (Springbok Radio) | 2                 |
| UK Singles (OCC)                        | 3                 |

## Cover verze
Americký zpěvák a hudební skladatel Gary Jules nazpíval cover verzi tohoto singlu v roce 2001. Skladba je v jeho provedení v pomalejším tempu než originál. Píseň Mad World byla nazpívaná pro film Donnie Darko a vydaná jako singl v prosinci roku 2003.